# Nålstarr
Nålstarr (Carex dioica) är en flerårig gräslik växt inom släktet starrar och familjen halvgräs. Nålstarr är tvåbyggare och har trinda upprätta strån som är släta och spridda från tunna jordstammar med böjda sidoskott. Den har blekt brunoranga basala slidor. Dess mörkgröna syllika blad blir från 0,3 till 1 mm breda, men kortare än stråna. De blekt rödbruna hanaxet är något längre än honaxet, sällan med några få honblommor längst ner. Honaxen blir från åtta till tolv mm med tätt sittande fruktgömmen som är rakt utåtstående. De rödbruna axfjällen blir från 2,5 till 3,5 mm och har en hinnkant och en blek mittnerv. De rödbruna utstående fruktgömmen blir från 2,5 till 3,5 mm och har nerver med kort, sträv näbb. Nålstarr blir från 5 till 30 cm hög och blommar från maj till juli. Den bildar ibland hybrider med norskstarr och bildar sällsynt hybrider med stjärnstarr, myrstarr, ripstarr och gråstarr. 

## Utbredning
Nålstarr är vanlig i Norden och återfinns på öppen, något rikare, fuktig, gärna genomsilad torvmark, såsom kärr, mossar, ängar och stränder. Dess utbredning i Norden sträcker sig till hela Sverige, hela Finland, hela Danmark, hela Norge, norra Island och hela Färöarna.
- Referens: Den nya nordiska floran ISBN 91-46-17584-9